# Красне (Синельниківський район)
Кра́сне — село в Україні, у Зайцівській сільській територіальній громаді Синельниківського району Дніпропетровської області. Населення за переписом 2001 року становить 237 осіб. 

## Історія
До 2017 року було частиною Зайцівської сільської ради.
12 червня 2020 року, відповідно до розпорядження Кабінету Міністрів України № 709-р від «Про визначення адміністративних центрів та затвердження територій територіальних громад Дніпропетровської області», увійшло до складу Зайцівської сільської громади.
19 липня 2020 року, в результаті адміністративно-територіальної реформи та ліквідації   Синельниківського (1923—2020) району, село увійшло до складу новоутвореного Синельниківського району.

## Назва
21 лютого 2024 року Комітет Верховної Ради України з питань організації державної влади,місцевого самоврядування, регіонального розвитку та містобудування підтримав перейменування села на Долина, однак остаточне перейменування відбудеться тільки після успішного голосування у Верховній Раді.

## Географія
Село Красне знаходиться на відстані 2 км від сіл Тернове, Очеретувате. По селу протікає пересихаючий струмок з загатою. Поруч проходять автомобільна дорога Т 0416 і залізниця, станція Зайцеве за 4 км.

## Населення

### Мова
Розподіл населення за рідною мовою за даними перепису 2001 року:
| Мова       | Кількість | Відсоток |
| ---------- | --------- | -------- |
| українська | 224       | 94.51%   |
| російська  | 13        | 5.49%    |
| Усього     | 237       | 100%     |

## Інтернет-посилання
- Погода в селі Красне [Архівовано 20 грудня 2011 у Wayback Machine.]